# Brenno (calciatore)
Brenno Oliveira Fraga Costa, meglio noto come Brenno (Sorocaba, 1º aprile 1999), è un calciatore brasiliano, portiere del Fortaleza.

## Carriera

### Club
Cresciuto nel settore giovanile del Desportivo Brasil, nel 2017 viene acquistato dal Grêmio; debutta in prima squadra il 17 marzo 2019 nel match del Campionato Gaúcho vinto 2-0 contro il Brasil de Pelotas.
Il 13 agosto 2023 passa in prestito onoroso con diritto di riscatto al Bari, militante nella Serie B italiana. Gioca da titolare ed esordisce subito cinque giorni dopo nel pareggio casalingo contro il Palermo per 0-0. Totalizza 33 presenze con la maglia biancorossa.
Dopo essere rientrato in patria al Grêmio, non viene mai schierato in campo. Il 18 dicembre 2024 passa a titolo definitivo al Fortaleza, con cui sottoscrive un contratto fino al 31 dicembre 2027.

### Nazionale
Ha giocato nella nazionale brasiliana Under-23.

## Statistiche

### Presenze e reti nei club
Statistiche aggiornate al 18 dicembre 2024.
| Stagione        | Squadra         | Campionato      | Campionato | Campionato | Coppe nazionali | Coppe nazionali | Coppe nazionali | Coppe continentali | Coppe continentali | Coppe continentali | Altre coppe | Altre coppe | Altre coppe | Totale | Totale |
| Stagione        | Squadra         | Comp            | Pres       | Reti       | Comp            | Pres            | Reti            | Comp               | Pres               | Reti               | Comp        | Pres        | Reti        | Pres   | Reti   |
| --------------- | --------------- | --------------- | ---------- | ---------- | --------------- | --------------- | --------------- | ------------------ | ------------------ | ------------------ | ----------- | ----------- | ----------- | ------ | ------ |
| 2019            | Grêmio          | PD/RS+A         | 2+0        | 0          | CB              | 0               | 0               | CL                 | 0                  | 0                  |             | -           | -           | 2      | 0      |
| 2021            | Grêmio          | PD/RS+A         | 11+0       | -9;0       | CB              | 0               | 0               | CL+CS              | 3+3                | -5;-2              |             | -           | -           | 17     | -16    |
| 2022            | Grêmio          | PD/RS+B         | 10+24      | -6+-20     | CB              | 1               | -3              | -                  | -                  | -                  | -           | -           | -           | 35     | -29    |
| 2023            | Grêmio          | PD/RS+A         | 6+1        | -3+-1      | CB              | 0               | 0               | -                  | -                  | -                  | -           | -           | -           | 7      | -4     |
| Totale Gremio   | Totale Gremio   | Totale Gremio   | 54         | -39        |                 | 1               | -3              |                    | 6                  | -7                 |             | -           | -           | 61     | -49    |
| 2023-2024       | Bari            | B               | 33         | -40        | CI              | -               | -               | -                  | -                  | -                  | -           | -           | -           | 33     | -40    |
| lug.-dic. 2024  | Grêmio          | PD/RS+A         | 0          | 0          | CB              | 0               | 0               | CL                 | 0                  | 0                  |             | -           | -           | 0      | 0      |
| 2025            | Fortaleza       | PD/CE+A         | 0          | 0          | CB              | 0               | 0               | -                  | -                  | -                  |             | -           | -           | 0      | 0      |
| Totale carriera | Totale carriera | Totale carriera | 87         | -79        |                 | 1               | -3              |                    | 6                  | -7                 |             | -           | -           | 94     | -89    |

## Palmarès

### Club

#### Competizioni statali
- Campionato Gaúcho: 6

Grêmio: 2018, 2019, 2020, 2021, 2022, 2023

#### Competizioni internazionali
- Recopa Sudamericana: 1

Grêmio: 2018

### Nazionale
- Oro olimpico: 1

Tokyo 2020